# Carlos Mazo
Carlos Mazo (ur. 10 marca 1957) – kolumbijski strzelec, olimpijczyk.

## Kariera
Specjalizował się w skeecie. Uczestnik Letnich Igrzysk Olimpijskich 1984, na których zajął 47. miejsce wśród 69 zawodników. Osiągnął również 5. pozycję w zawodach Pucharu Świata w Meksyku w 1986 roku, a także 6. lokatę w Igrzyskach Panamerykańskich 1987.
Zdobył 2 srebrne medale igrzysk Ameryki Środkowej i Karaibów, oba w zawodach drużynowych (1978, 1986).

## Wyniki

### Igrzyska olimpijskie
| Igrzyska         | Konkurencja | Wynik    | Miejsce | Źródło |
| ---------------- | ----------- | -------- | ------- | ------ |
| Los Angeles 1984 | Skeet       | 181 pkt. | 47      | [ 1 ]  |